# La Marche (film)
La Marche è un film del 2013 diretto da Nabil Ben Yadir.
Il film è liberamente ispirato alla marcia per l'uguaglianza e contro il razzismo, condotta in Francia nel 1983 da oltre centomila partecipanti. La pellicola è stata pubblicata in occasione del trentesimo anniversario della marcia.
La Marche ha ottenuto sei candidature ai premi Magritte 2015, tra cui miglior film e miglior regia per Ben Yadir.

## Trama
In Francia, nel 1983, il giovane Mohamed è colpito dallo sparo di un poliziotto. Il ragazzo sopravvive dopo un'operazione chirurgica, ma l'episodio divide l'opinione pubblica. Mohamed decide di non reagire con proteste violente contro gli attacchi della polizia, optando per un attivismo politico ispirato alle azioni di Martin Luther King Jr. e Mahatma Gandhi. Con alcuni amici e grazie al supporto di Christophe Dubois, il prete di Vénissieux, Mohamed intraprende una marcia non violenta, contro il razzismo e nel nome dell'uguaglianza, che raccoglie oltre centomila persone attraversando la nazione da Marsiglia fino a Parigi.

## Produzione
Si tratta di una coproduzione internazionale tra Francia e Belgio, prodotta da Chi-Fou-Mi, France 3, EuropaCorp, Entre Chien et Loup e Belgacom. Ll film è stato presentato in anteprima l'8 novembre 2013 al Festival del cinema di Arras.
La Marche è stato distribuito nelle sale francesi e belghe a partire dal successivo 27 novembre 2013 da EuropaCorp Distribution.

## Riconoscimenti
- 2015 – Premio Magritte[2]
  - Migliore attrice non protagonista a Lubna Azabal
  - Miglior montaggio a Damien Keyeux
  - Candidato come miglior film
  - Candidato come miglior regista a Nabil Ben Yadir
  - Candidato come migliore sceneggiatura originale o adattamento a Nabil Ben Yadir
  - Candidato come migliore attore non protagonista a Olivier Gourmet
- 2014 – Premio Lumière[3]
  - Candidato come migliore sceneggiatura a Nabil Ben Yadir
  - Candidato come migliore promessa maschile a Tewfik Jallab